# Рудолф II фон Хахберг-Заузенберг
Рудолф II фон Хахберг-Заузенберг (на немски: Rudolf II von Hachberg-Sausenberg, * 1301, † 1352) е маркграф на Хахберг-Заузенберг от 1318 до 1352 г.

## Биография
Той е вторият син на маркграф Рудолф I фон Хахберг-Заузенберг и Агнес, дъщеря, наследничка на Ото фон Рьотелн.
След смъртта на брат му Хайнрих през 1318 г. Рудолф II поема управлението на господствата Рьотелн и Заузенберг заедно с брат си Ото I. Резиденцията е преместена от замък Заузенбург в замък Рьотелн.
През есента на 1332 г. войската на град Базел обсажда замъка му Рьотелн, понеже той (или брат му) са убили кмета на Базел, Буркхард Вернер фон Рамщайн. Конфликтът е прекратен след преговорите на благородниците от града и страната.

## Фамилия
Рудолф е женен на 13 януари 1341 г. за Катарина фон Тирщайн († 21 март 1385), дъщеря на граф Валрам II фон Тирщайн, пфалцграф на Базел († 1356), и съпругата му Агнес фон Нойенбург-Арберг († пр. 1345). Двамата имат децата:
- Рудолф III (1343 – 1428), негов наследник
- Агнес († ок. 1405), омъжена за барон Буркхард II фон Бухег († 1365).